# Celeste Cid
María Celeste Cid (San Cristobál, Buenos Aires, Argentína, 1984. január 19. –) argentin színésznő, rendező.

## Élete
Szülei Nora és Anibal Cid. Férje Emmanuel Horvilleur, argentin zenész volt, akitől 2004-ben egy fia született, André.

## Pályafutása
Már 13 éves korában a Chiquititas című gyermekszappanoperában játszott, Cris Morena fedezte fel a sorozat számára. A következő ismertebb szerepe a Végtelen nyár (Verano Del 98) volt. Az ismertséget a Mindörökké Júlia! (Resistiré) című sorozat hozta meg számára, amiben Julia Malaguer Podesta-t alakította. 2001-ben a Szeretni beindulásig-ban (Enamorarte) játszott, amit az egyik magyar televíziós csatorna is műsorára tűzött. Az első filmjét a Motivos para no enamorarse-t 2008-ban forgatta Jorge Marrale-el, amit a média és a kritikusok is jól fogadtak. 2008-ban főszerepet játszott a Dirigime - La Venganza sorozatban Alejandro Fiore oldalán. A sorozat érdekessége, hogy a néző a kiválasztott karakter szemével látja a történéseket.

## Telenovellák
| Év   | Cím                   | Eredeti cím                                 | Szerep                 |
| ---- | --------------------- | ------------------------------------------- | ---------------------- |
| 1997 |                       | Chiquititas                                 | Barbarita              |
| 1999 | Végtelen nyár         | Verano del '98                              | Yoko Vázquez           |
| 2001 | Szeretni beindulásig  | Enamorarte                                  | Celeste "Cele" Serrano |
| 2002 |                       | Franco Buenaventura, el profe               | Carolina Peña          |
| 2003 | Mindörökké Júlia!     | Resistiré                                   | Julia Malaguer Podestá |
| 2004 |                       | El Deseo                                    | Cartonera              |
| 2004 |                       | Locas de amor                               | Zara                   |
| 2005 |                       | Hipólito y Fedra                            | Fedra                  |
| 2005 | Párkeresés interneten | Conflictos en red                           | Clara                  |
| 2005 | Mestertolvajok        | Botines                                     | Jazmín                 |
| 2006 |                       | Mujeres asesinas                            | Lucía                  |
| 2007 |                       | Mujeres elefante                            | Cele                   |
| 2007 |                       | Televisión por la identidad                 | Julia                  |
| 2008 |                       | Motivos para no enamorarse de Mariano Mucci | Clara                  |
| 2008 | Limbo                 |                                             |                        |
| 2010 |                       | Eva y Lola                                  | Eva                    |

## Diszkográfia
- 1997 — Chiquititas Vol. 3
- 1998 — Chiquititas Vol. 4